# Zebronia botydis
Zebronia botydis là một loài bướm đêm trong họ Crambidae.